# Maseljc
Maseljc je enota za merjenje prostornine. 1 maseljc je ena četrtina bokala oziroma 0,35 litra.   